# アルカリ剤
アルカリ剤（アルカリざい）とは、還元剤の働きを良くすること、pHを調節すること、アルカリ度を調節するという役割がある。パーマネントウェーブ用剤の基準をみると、pH4.5の酸性でもよいことになっているが、やはりパーマはアルカリ性の方がかかる。それは、アルカリ性だとチオグリコール酸やシステインの還元力が強くなり、同時にアルカリがエンドキューティクルを膨潤させることでキューティクルを開かせ、毛髪内部のオルソコルテックスやパラコルテックスを緩ませることで毛髪をやわらかくし、ウェーブがかかりやすくなる。
パーマ液の1剤は大きくは還元剤とアルカリ剤によって特徴が変わっている。
主なパーマ剤に含まれるアルカリ剤は、
- アンモニア
- 炭酸アンモニウム
- 重炭酸ナトリウム
- 炭酸ナトリウム
- エタノールアミン類
- アルギニン

などがあり、それぞれに特徴がある。それにより2種類以上のアルカリ剤を混ぜて作られているものもある。